# Тарифа, Энеда
Энеда Тарифа (алб. Eneda Tarifa; род. 30 марта 1982, Тирана, Албания) — албанская певица. В 2016 году в Стокгольме представила Албанию на «Евровидения 2016» с песней «Fairytale» («Сказка»), но в финал не прошла.

## Биография
Энеда Тарифа родилась 30 марта 1982 года в Тиране, Албания.
В 1997 году она впервые приняла участие в албанском музыкальном фестивале «Festivali i Këngës» с песней «Yjet e
shpresës» вместе со Саимиром Чили. Тогда ей не удалось попасть в тройку лучших. В 2001 году Энеда спела в другом албанском фестивале «Kënga Magjike» с песней «Ika larg».
В 2004 году Албания впервые принимала участие в Евровидении и фестиваль «Festivali i Këngës 42» стал одновременно национальным отбором страны на этот конкурс. Энеда Тарифа с песней «Qëndroj» пыталась победить на фестивале, но и на этот раз безрезультатно — она только смогла попасть в финал.
В 2006 году певица во второй раз принимает участие на «Kënga Magjike», на этот раз с песней «Rreth zjarrit tënd». Она занимает четвёртое место с 154 баллами. В следующем году Энеда снова спела на «Festivali i Këngës» с песней «E para letër», заняв 10 место.
В 2007 году певица выступила на фестивале «Polifest» с песней «Mos Harro», а в 2008 году — опять на «Kënga Magjike» с песней «Zeri im». Также она получила награду «Çmimi Fun Tune».
В 2010 году Энеда победила на «Top Fest 2010» с песней «Më veten». В этом же году стала ведущей на албанском телеканале «Top Channel» — она ведёт программу «Portokalli».

### Евровидение 2016
В декабре 2015 года Энеда наконец побеждает на «Festivali i Këngës 54» с песней «Përrallë», что дало ей право представлять Албанию на Евровидении 2016 в Стокгольме. В интервью после победы на фестивале певица заявила, что скорее всего её песня будет переведена на английский язык для исполнения на Евровидении. Англоязычная версия песни, «Fairytale», вышла 15 марта вместе с клипом.
Во время конкурса Энеда также планирует выпустить свой дебютный альбом, над которым она сейчас работает.

## Личная жизнь
Певица уже много лет в браке с Эрийоном Залошнею (алб. Erjon Zaloshnja), в 2013 году она родила от него дочку Арию.